# Domenic Weinstein
Domenic Weinstein (Villingen-Schwenningen, Baden-Württemberg, 27 d'agost de 1994) és un ciclista alemany especialista en pista, encara que també competeix en ruta. Professional des del 2013, actualment a l'equip Rad-net Rose.

## Palmarès en pista
- 2011
  -  Campió del món júnior en Puntuació
- 2014
  -  Campió d'Europa sub-23 en Madison (amb Leon Rohde)
  -  Campió d'Alemanya en Persecució
- 2015
  -  Campió d'Alemanya en Persecució
  -  Campió d'Alemanya en Persecució per equips (amb Henning Bommel, Theo Reinhardt i Nils Schomber)
- 2017
  -  Campió d'Alemanya en Persecució
  -  Campió d'Alemanya en Persecució per equips (amb Lucas Liß, Theo Reinhardt i Kersten Thiele)

### Resultats a laCopa del Món
- 2015-2016
  - 1r a Moscou, en Persecució